# Токийский технологический институт
Токийский технологический институт (яп. 東京工業大学, とうきょうこうぎょうだいがく то:кё: ко:гё: дайгаку) — крупнейшее учреждение высшего образования в Японии, специализирующееся на науке и технике. Располагается по адресу: префектура Токио, район Мэгуро, квартал Оокаяма 2-12-1. Государственный университет. Основан в 1881 году. Сокращенное название — Токо-дай (яп. 東工大, とうこうだい то:ко:дай). Токо-дай состоит из 6 школ, в которых более 40 факультетов и исследовательских центров.
1 октября 2024 года он объединился с Токийским медицинским и стоматологическим университетом и образовал Токийский науки институт (Science Tokyo).

## Преподаватели
- Такао Кобаяси — профессор Междисциплинарной Высшей школы науки и техники.
- Игути, Токио — литературовед.

## Знаменитые выпускники
- Сиракава, Хидэки — учёный-химик, лауреат Нобелевской премии по химии за 2000 год.
- Омаэ, Кэнъити — специалист в области стратегического менеджмента.
- Ивата, Сатору — четвёртый президент и генеральный директор компании Nintendo.
- Кан, Наото — государственный и политический деятель, премьер-министр (2010—2011).
- Кавадзу, Акитоси — продюсер компьютерных игр.
- Ноб Ёсигахара — создатель головоломок